# Формальная семантика
Формальная семантика — дисциплина, изучающая семантику (интерпретации) формальных и естественных языков путём их формального описания в математических терминах.
Формальный язык может быть задан без какой-либо интерпретации. Это достигается заданием множества символов (также называемого алфавитом) и множества правил вывода (также называемого формальной грамматикой), которые определяют, какие строки символов являются правильно построенными формулами. При добавлении правил преобразования и принятии некоторых предложений за аксиомы (что вместе называется дедуктивной системой), формируется логическая система. Интерпретация — это задание смысла её символам и значений истинности её предложениям.
Условия истинности различных предложений, которые могут присутствовать в аргументах, зависят от их смысла, поэтому добросовестные учёные не могут полностью обойтись без какого-либо описания смысла этих предложений. Семантика логики описывает различные подходы к пониманию и определению тех частей смысла, которые представляют интерес. Как правило, интерес с точки зрения логики представляет не само по себе предложение, а оно же в пропозиционной, идеализированной форме, подходящей для логических преобразований.
До становления современной логики, в «Органоне» Аристотеля, а именно в работе «Об истолковании» были заданы основы понимания и значения логики. Введение кванторов должно было решить проблему общности множеств, не решаемую в рамках субъектно-предикатного анализа Аристотеля, хотя в логике термов появляется новый интерес, а именно попытки построить исчисление в духе силлогистики Аристотеля, но используя свойства общности кванторов из современной логики.
Основными современными подходами к семантике для формальных языков являются:
- Теоретико-модельная семантика, архетип семантики теории истинности Альфреда Тарского, основанной на его Т-схеме, является одной из ключевых концепций модельной теории. Это один из наиболее распространённых подходов. Основная его идея в том, что смысл различных частей утверждения задаются всевозможными способами рекурсивного задания группы функций интерпретации, отображающих предложения на некоторые заранее заданные математические множества. Так, интерпретация логики предикатов первого порядка задаётся отображением термов в универсум, и отображение предикатов в значения истинности «истина» и «ложь». На модельно-теоретической семантике основан подход в теории смысла под названием семантика условной Истины, который впервые был предложен Дональдом Девидсоном. Семантика Крипке по сути вносит некоторые дополнения к семантике Тарского.
- Теоретико-доказательная семантика[англ.] связывает смысл утверждений с ролями, которые они играют в рассуждении. Герхард Генцен, Даг Правиц (швед. Dag Prawitz) и Майкл Даммет считаются основателями этого подхода. На него сильно повлияла поздняя философия Людвига Витгенштейна, особенно его афоризм «смысл — это применение».
- Семантика значений истинности[англ.] (также известная как подстановочная квантификация) была предложена Рут Маркус для модальных логик в начале 1960-х и затем развита в трудах Дана (Michael Dunn), Белнапа и Леблана (Hugues Leblanc) в качестве стандартной логики первого порядка. Джеймс Гарсон (англ. James Garson) получил некоторые результаты в областях адекватности интенсиональных логик, снабжённых такой семантикой. Условия истинности квантифицированных формул задаются исключительно в терминах истинности, без использования множеств (отсюда и название).
- Теоретико-игровая семантика[англ.] недавно была возрождена Яакко Хинтиккой для логик (конечной) частично покрытой квантификации, которые изначально исследовались Леоном Хенкиным.
- Вероятностная семантика — обобщение семантики значений истинности, созданное Филдом (Hartry Field).

Лингвисты редко применяли формальные семантики до тех пор, пока Ричард Монтегю не показал как можно воспринимать английский (или любой другой естественный язык) как формальный язык. Его вклад в лингвистическую семантику, известный как грамматика Монтегю, представляет основу для того, что лингвисты называют формальной семантикой.